# Кондратово (Пермский край)

Улица Культуры

Улица Камская

Кондра́тово — деревня в Пермском районе Пермского края России.
Расположена на левом берегу Мулянки, граничит с Индустриальным и Дзержинским районами города Перми.

## Исторический очерк
Впервые Кондратово упоминается в письменных источниках в 1647 году. Поселение основано Артемейкой Верхоланцевым и получило имя Артемьева.
Современное название Кондратово получило в честь Кондрата Бакланова, проживавшего здесь на рубеже XVII—XVIII веков. В советские времена в поселении существовал колхоз «Кондратовский», упразднённый в 1960 году и преобразованный в совхоз «Верхнемуллинский». В 1974 году после мелиорации урочища Красава (болотистая местность, поросшая лиственным лесом) началось выращивание овощей для снабжения Перми. 3 октября 1975 были приняты в эксплуатацию первые 300 га земель. В последнее время в деревне идёт активное жилищное строительство: возведение современных многоэтажных домов и коттеджей.

## Население
По результатам переписей населения 2010 и 2021 годов Кондратово являлось самым людным сельским населённым пунктом в Пермском районе.
| 2002 | 2010    | 2021    |
| ---- | ------- | ------- |
| 5736 | ↗10 023 | ↗14 631 |

## Экономика
В деревне расположены следующие предприятия:
- ФГУП ПЗ «Верхнемуллинский» (ликвидирован)
- ООО «Краснокамскспецводстрой»
- ООО «Спецэлектромонтаж»
- ООО «Пермспецводстрой»
- ЗАО «ГАЛС-Н»
- ООО «Водопроводно-канализационное хозяйство» (ВКХ)

## Другое
В деревне имеются средняя общеобразовательная школа, детская школа искусств, детский сад, Дом культуры, Пермская межпоселенческая центральная библиотека (основана в 2006 г.), Центральная детская библиотека.
Памятники: жертвам гражданской войны (открыт в ноябре 1977 г.) и участникам Великой Отечественной войны.
В деревне имеются церковь и мечеть.